# Heteracris coniceps
Heteracris coniceps är en insektsart som beskrevs av Walker, F. 1870. Heteracris coniceps ingår i släktet Heteracris och familjen gräshoppor. Inga underarter finns listade i Catalogue of Life.